# Y a-t-il enfin un pilote dans l'avion ?
Série
Y a-t-il un pilote dans l'avion ?
(1980)
Pour plus de détails, voir Fiche technique et Distribution.
Y a-t-il enfin un pilote dans l'avion ? (Airplane II: The Sequel), également titré Y a-t-il toujours un pilote dans l'avion? est un film américain réalisé par Ken Finkleman, sorti en 1982. 
Suite  du premier film, Y a-t-il un pilote dans l'avion ?, l'équipe qui a écrit et réalisé le premier (Jim Abrahams, David Zucker et Jerry Zucker) n'a eu aucune implication dans celui-ci, bien que ses acteurs principaux y soient présents.

## Synopsis
Le premier vol de la navette spatiale commerciale est en partance pour la Lune. Mais l'ordinateur de bord ROK devient fou, ce qui oblige Ted Striker (« Ted Crochet » en VF), un passager évadé d'un hôpital psychiatrique, à prendre seul le contrôle de la navette pour sauver les passagers.

## Fiche technique
- Titre original : Airplane II: The Sequel
- Titre : Y a-t-il enfin un pilote dans l'avion ?
- Réalisation et Scénario : Ken Finkleman
- Musique : Elmer Bernstein et Richard Hazard
- Photographie : Joseph F. Biroc
- Montage : Tina Hirsch et Dennis Virkler (en)
- Décors : William Sandell (en)
- Costumes : Rosanna Norton (en)
- Production : Howard W. Koch
  - Producteur associé : Mel Dellar
- Sociétés de production: Paramount Pictures et Howard W. Koch Productions
- Sociétés de distribution : Paramount Pictures
- Budget : 15 000 000 $ (USD) (estimation)
- Pays de production :  États-Unis
- Langue originale : Anglais
- Durée : 85 minutes
- Format : couleur (Metrocolor) - 35 mm - 1.85:1 - Son : Mono
- Dates de sortie : 
  - États-Unis : 10 décembre 1982
  - France : 23 mars 1983
- Classification : Tous publics en France

## Distribution
- Robert Hays (VF : Marc François) : Ted Striker (« Ted Crochet » en VF)
- Julie Hagerty (VF : Jocelyne Darche) : Elaine Dickinson
- Lloyd Bridges (VF : Jacques Deschamps) : Steven McCroskey
- Chad Everett (VF : Denis Savignat) : Simon Kurtz (« Edmond Kurtz » en VF)
- Peter Graves (VF : Jean-Claude Michel) : le capitaine Clarence Oveur (« Avant » en VF)
- Chuck Connors (VF : Jacques Richard) : le sergent
- William Shatner (VF : Sady Rebbot) : le commandant Buck Murdock
- Raymond Burr (VF : Jacques Berthier) : le juge D. C. Simonton
- John Vernon (VF : Marcel Bozzuffi) : le docteur Stone
- Stephen Stucker (VF : Jacques Ciron / Vincent Violette) : le contrôleur Jacobs / le greffier
- Oliver Robins (VF : Fabrice Josso) : Jimmy Wilson
- Kent McCord (VF : Joël Martineau) : le navigateur Dave Unger (« Arrière » en VF)
- James A. Watson Jr. (VF : Tola Koukoui) : le premier officier Dunn (« Toute » en VF)
- John Dehner : le divisionnaire
- Rip Torn (VF : Serge Sauvion) : Bud Kruger
- Sonny Bono (VF : Georges Berthomieu) : Joe Seluchi
- John Hancock (VF : Robert Liensol) : le contrôleur no 1
- Cindy Fisher (VF : Françoise Dasque) : l'écolière nymphomane[1]
- Sandahl Bergman : un officier
- Marcy Lafferty : une femme à l'aéroport
- Sam Anderson (VF : Jean-Pierre Leroux) : l'homme en blanc à l'hôpital psychiatrique
- Ken Finkleman (VF : Jacques Thébault) : la voix de l'ordinateur ROK
- Leslie Nielsen (VF : Jean-Claude Michel) : le docteur Rumack (flashback, extrait du premier film, non crédité)

Mais aussi :
- George Wendt (VF : Bernard Musson) : l'agent de la billetterie (non crédité)
- Dennis Howard (VF : Philippe Bellay) : John Wilson
- Kenneth G. O'Brien (VF : Claude Joseph) : le portier
- Michael Currie (en) (VF : Roland Ménard) : Tom, l'homme d'affaires
- Burke Byrnes (VF : Michel Bardinet) : Bob, l'homme d'affaires
- Ed Call (VF : Albert Augier) : l'agent d'information
- June Sanders (VF : Lily Baron) : la caissière
- Ann Nelson (VF : Marie Francey) : la femme qui a le mal de l'air
- Sandy Ward (VF : Louis Arbessier) : l'avocat de la défense
- Louis Giambalvo (VF : Jean-Pierre Moulin) : le témoin
- John Larch (VF : Jean Berger) : le procureur
- David Paymer (VF : Jacques Ferrière) : le photographe, pendant le procès
- Lee Bryant (VF : Nelly Benedetti) : Mrs Hammen
- Wendy Phillips (VF : Michèle André) : Mary
- Laurene Landon (VF : Martine Messager) : Testa
- Howard Honig (VF : Jacques Dynam) : Dave Walters
- Mary Mercier (VF : Nelly Vignon) : Edith Walters
- Mary-Robin Redd (VF : Claude Chantal) : la femme à l'air intellectuel
- Frank Ashmore (VF : Michel Bedetti) : un contrôleur
- James Noble (VF : Roger Crouzet) : le père O'Flanagan
- Richard H. Jaeckel (VF : Pierre Fromont) : Stinson, un contrôleur
- Louise Sorel (VF : Régine Blaess) : l'infirmière
- Leon Askin (VF : William Sabatier) : le présentateur tv à Moscou
- Gail Matthius (VF : Francine Lainé) : l'intervenante du réseau éducatif
- Pat Sajak (VF : Julien Thomast) : le présentateur tv à Buffalo
- Marcus Mukai (VF : Yves Barsacq) : le présentateur tv à Tokyo
- Floyd Levine (VF : Henry Djanik) : Hallick
- Pamela Ann Rack (VF : Perrette Pradier) : la femme avec le bébé
- Richard Gilliland (VF : Daniel Gall) : Pervis
- Monique Gabrielle : une jeune femme rousse passant à l'inspection au rayon X[2]
- Laurie Hagen (VF : Sylvie Feit) : la passagère qui demande ce qu'est un "têtard"
- Elisa Goodman (VF : Paula Dehelly) : l'infirmière à l'hôpital Ronald Reagan

## Distinction
- Festival du film d'humour de Chamrousse 1983 : grand prix du jury.

## Autour du film
- Dans le premier film, l'acteur Stephen Stucker incarnait le rôle de « Johnny Hinshaw ». Dans le second film, son personnage se prénomme « Jacobs ». On ne sait pas en revanche s'il s'agit du même personnage.
- Dans la version française, certains noms de personnages ont été adaptés en raison de quelques jeux de mots. Ainsi Ted « Striker » est traduit en Ted « Crochet » et le capitaine « Oveur » en capitaine « Avant » (alors que dans le premier film, il s'appelait le capitaine « Havoux »).
- Bien qu'il ne soit pas crédité au générique, l'acteur Leslie Nielsen apparaît dans le film dans une scène flashback provenant du premier film.
- Quand il s'échappe de l'hôpital psychiatrique, Ted Striker croise Jack Jones, l'interprète de la chanson de la série télévisée La croisière s'amuse (The Love Boat).
- Le générique de début et de fin du film sont ceux de la série télévisée Galactica. On entend d’ailleurs plusieurs thèmes de cette série au cours du film.
- Le texte déroulant, lors du générique de début, est un clin d’œil évident à la saga Star Wars, ainsi que le passage en « hyper vitesse » où l'on voit les étoiles devenir des traits de lumière.
- Le personnage du dépressif à la bombe, à bord de l'appareil, renvoie directement au film Airport (1970) de George Seaton.
- L'ordinateur ROK qui contrôle la navette spatiale est une parodie de HAL 9000, l’intelligence artificielle du film 2001, l'Odyssée de l'espace (1968) de Stanley Kubrick.
- L'acteur nain Hervé Villechaize, célèbre pour le rôle de Tattoo dans la série télévisée L'Île fantastique, fait ici une petite apparition.
- Lorsque le personnage de Buck Murdock (William Shatner) regarde dans son périscope, il aperçoit le vaisseau spatial USS Enterprise de la série Star Trek, dans laquelle Shatner interprétait le rôle principal du capitaine Kirk.
- Au début du film il y a une référence directe à E.T., l'extra-terrestre : on voit sa main attraper un combiné téléphonique et dire sa phrase " Téléphone maison ".

## Controverse
- Les créateurs et réalisateurs du premier volet, Jim Abrahams, David et Jerry Zucker, ont reproché au réalisateur Ken Finkleman d'avoir plagié leur œuvre dans ce film.[réf. nécessaire]